# قلعه سلاسل

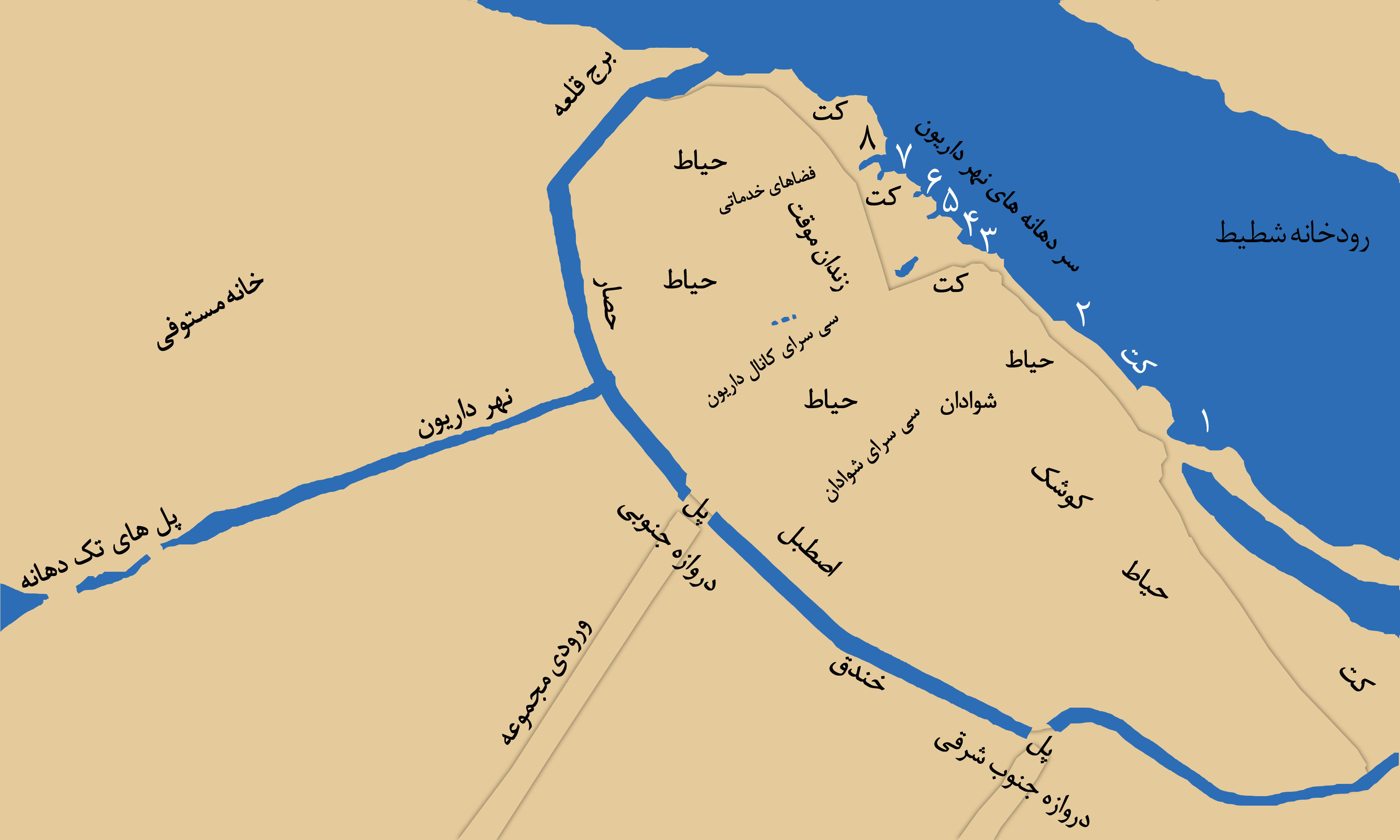
موقعیت بخش‌های گوناگون قلعه سلاسل

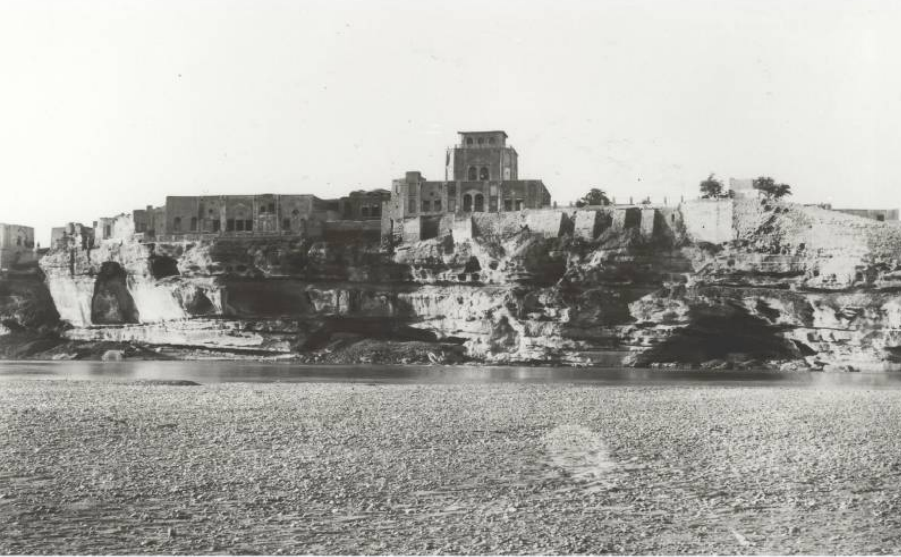
نمای شمالی قلعه سلاسل بر فراز تپه در کنار رود کارون (سال ۱۸۹۸ میلادی)

دروازه قلعه سلاسل در دوره قاجار

قلعه سلاسل شوشتر دژی است بسیار بزرگ که دارای حیاط‌های مفصل و متعدد و سربازخانه‌ها و طویله‌ها و حمام‌ها و شبستانها و برج‌ها و باغچه‌ها و قورخانه و نقاره خانه و حرم خانه و آشپزخانه و قاپیهای متعدد و حوضهای بزرگ و حصار و خندق بوده‌است. این قلعه به همراه ۱۵ اثر تاریخی دیگر شوشتر در نشست سالانه کمیته میراث جهانی یونسکو در ۲۶ ژوئن ۲۰۰۹ (۵ تیرماه ۱۳۸۸) در شهر سویل اسپانیا، با احراز معیارهای ۱، ۲ و ۵ با عنوان نظام آبی تاریخی شوشتر به عنوان دهمین اثر ایران در فهرست میراث جهانی یونسکو با شماره ۱۳۱۵ به ثبت رسید.پرونده نظام آبی تاریخی شوشتر در یونسکو

## پیشینه
اکنون بیشتر عمارت‌های آن تخریب شده‌اند و جز اتاق‌های زیر زمینی، شوادانها و تونل‌های داریون چیزی از آن نمانده‌است. متون تاریخی از وجود آن در زمان هخامنشیان حکایت می‌کنند و قلعه تا حدود ۵۰ سال پیش آباد بوده‌است. این قلعه به جز نقش دفاعی که از شهر شوشتر داشته‌است، مرکز کنترل نهر داریون و همچنین محل استقرار والی خوزستان می‌بوده. باوجود تخریب قسمت عمده این قلعه، بخش‌های باقیمانده چشمگیر و بسیار دیدنی هستند. مادام ژان دیولافوآ باستان‌شناس(1371،714) معروف اعزامی دولت فرانسه در سال ۱۸۸۱م دربارهٔ قلعه می‌گوید: «قلعه سلاسل اقامتگاه رسمی والی خوزستان است، و در روی کوهی که مانند فلات کوچکی است قرار دارد. در پای این کوه هم یکی از شعب کارون که شطیط نام دارد عبور می‌کند، و ساختمان‌ها و استحکاماتی که از عهد ساسانیان باقی مانده‌اند آن را از طرف شهر قابل دفاع می‌سازند.»

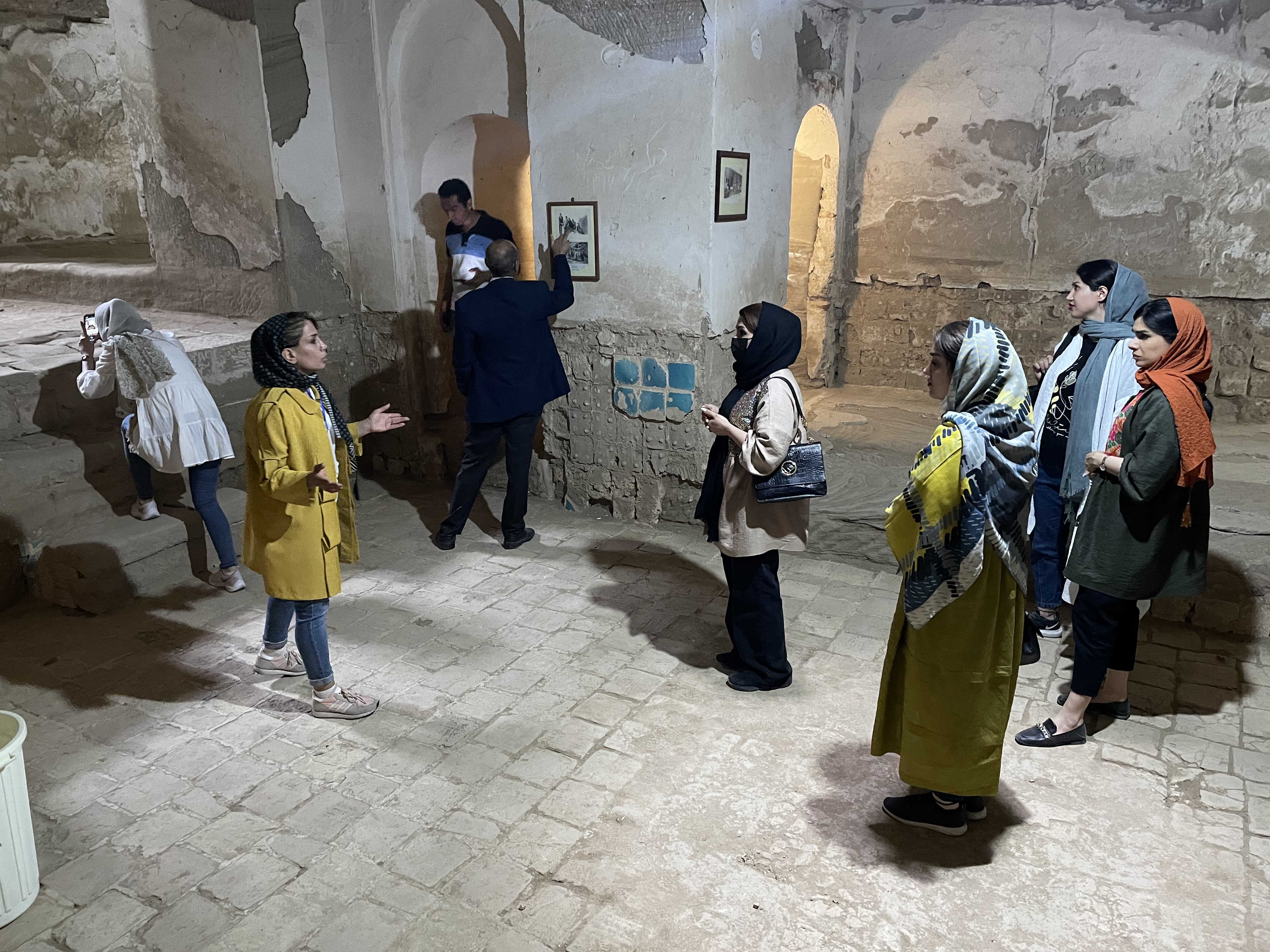
یک راهنمای گردشگری در قلعه سلاسل در حال توضیح برای گردشگران

## ثبت ملی
این اثر در تاریخ ۱۰ آبان ۱۳۵۴ با شمارهٔ ثبت ۱۱۱۷ به‌عنوان یکی از آثار ملی ایران به ثبت رسید.

## موزه سنگ
بخشی از قلعه سلاسل به عنوان موزه سنگ مورد استفاده قرار می‌گیرد. در این موزه اشیا و سنگ های مختلفی از جمله سنگ نوشته ها، کتیبه ها، سنگ قبر برخی برزگان و اشیاء سنگی زندگی گذشتگان در کنار برخی اشیاء سفالینه به نمایش گذاشته شده است.

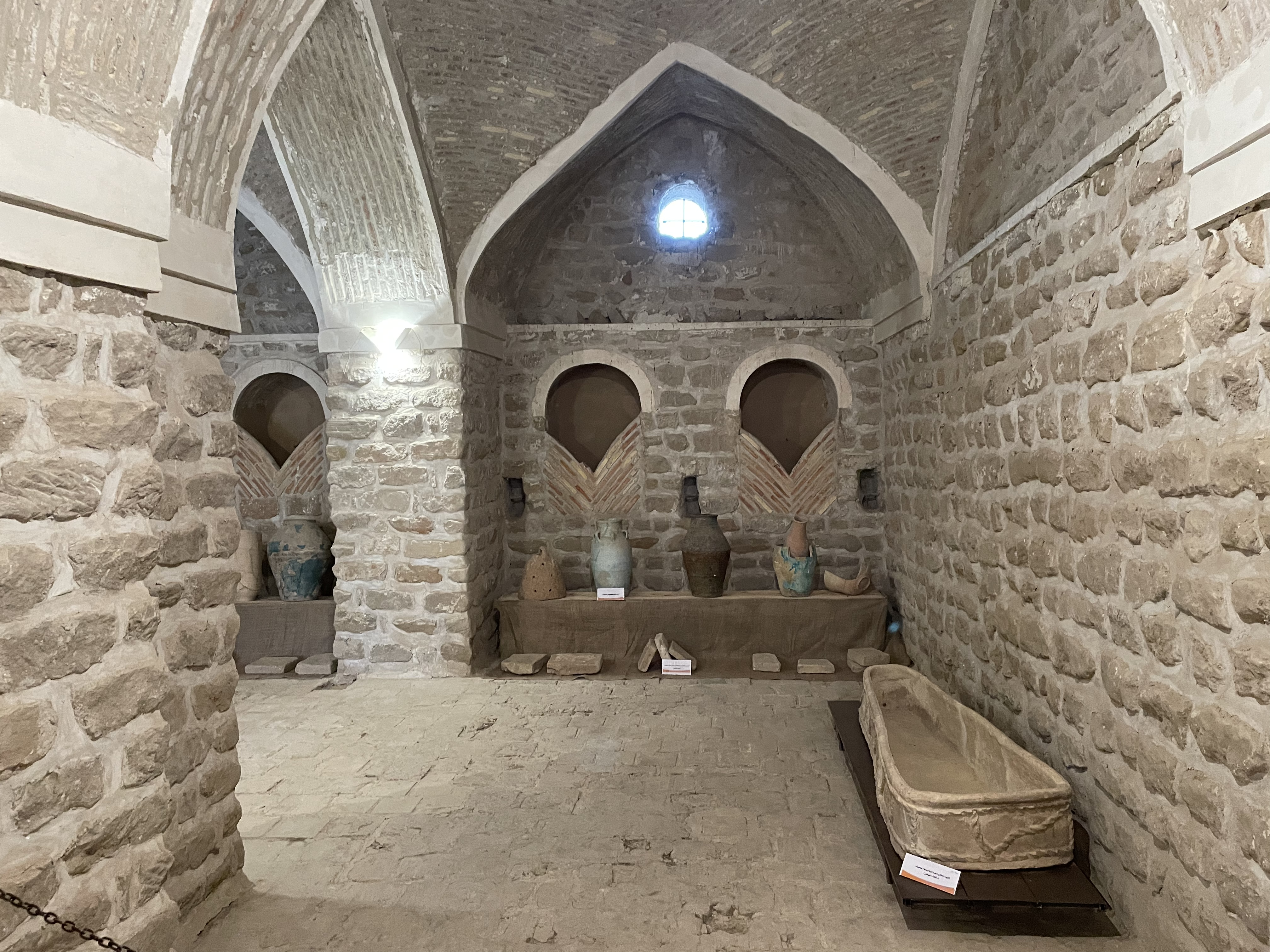
یک تابوت سفالی اشکانی در موزه سنگ قلعه سلاسل

## تهدیدها
قلعه سلاسل تا اواخر دوره قاجار مركز حكومتی شهر و استانداری خوزستان بوده و مركز مديريت آب منطقه دشت ميان‌آب شوشتر به حساب مي‌آمد، اما در حال حاضر تخريب آن به حدی است كه در حال نابودی است.
طبق گفته رییس وقت سازه‌های آبی شوشتر، در دوره‌هاي پهلوی اول، گزارش تخريبی از عوامل انسانی در دست داريم اما پس از آن عدم رسيدگی و توجه به اين بنا از جمله انجام نشدن طرح مطالعات و سامان‌دهی این قلعه به منظور شروع عمليات حفاظت و مرمت، خود نوعی دخالت در تخريب محسوب مي‌شود.

## نگارخانه

دیواره و دروازه‌های قلعه سلاسل در زمان آبادی (عکاس:جان تامسون، ۱۸۹۱)
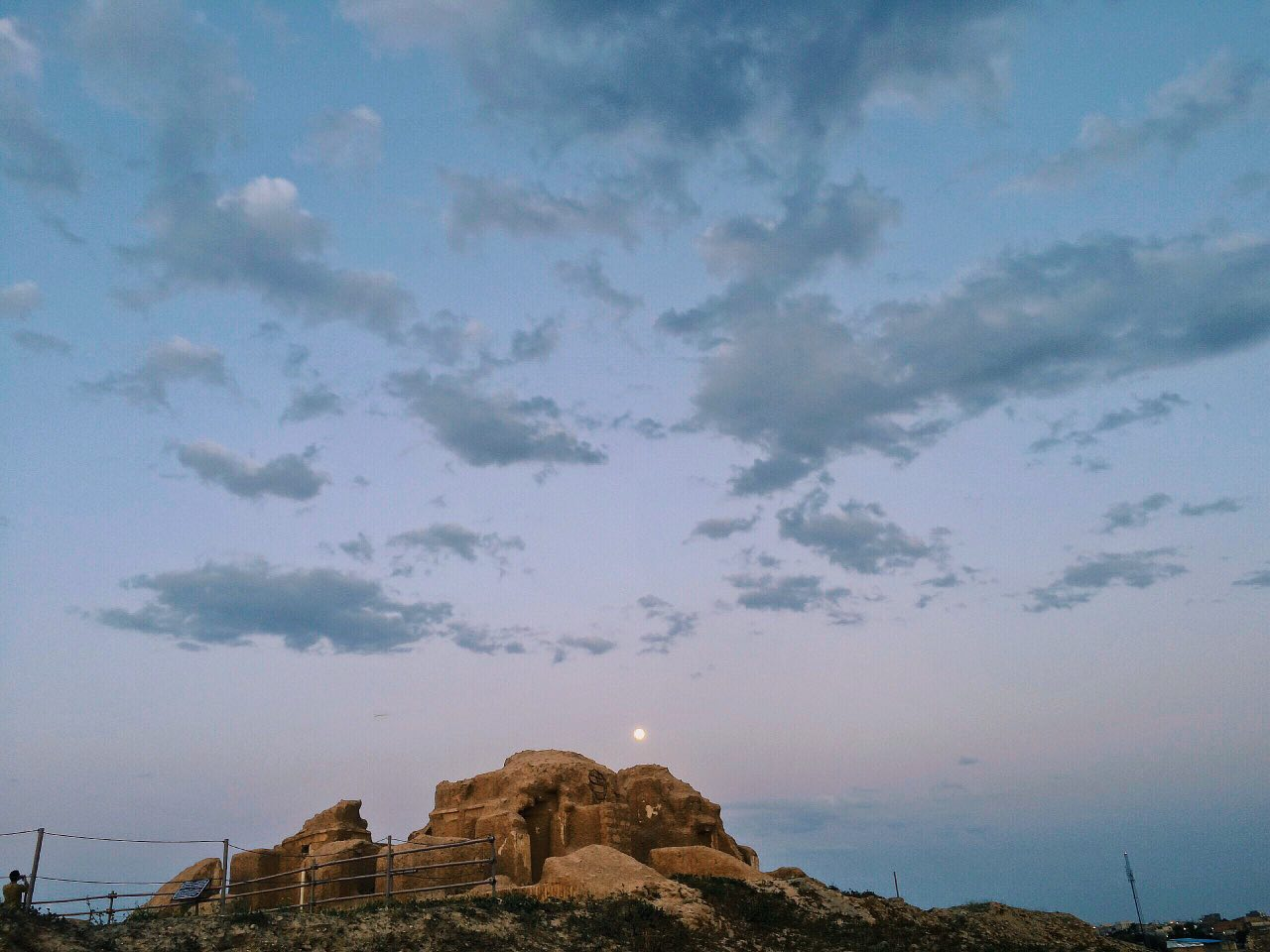
بقایای قلعه سلاسل
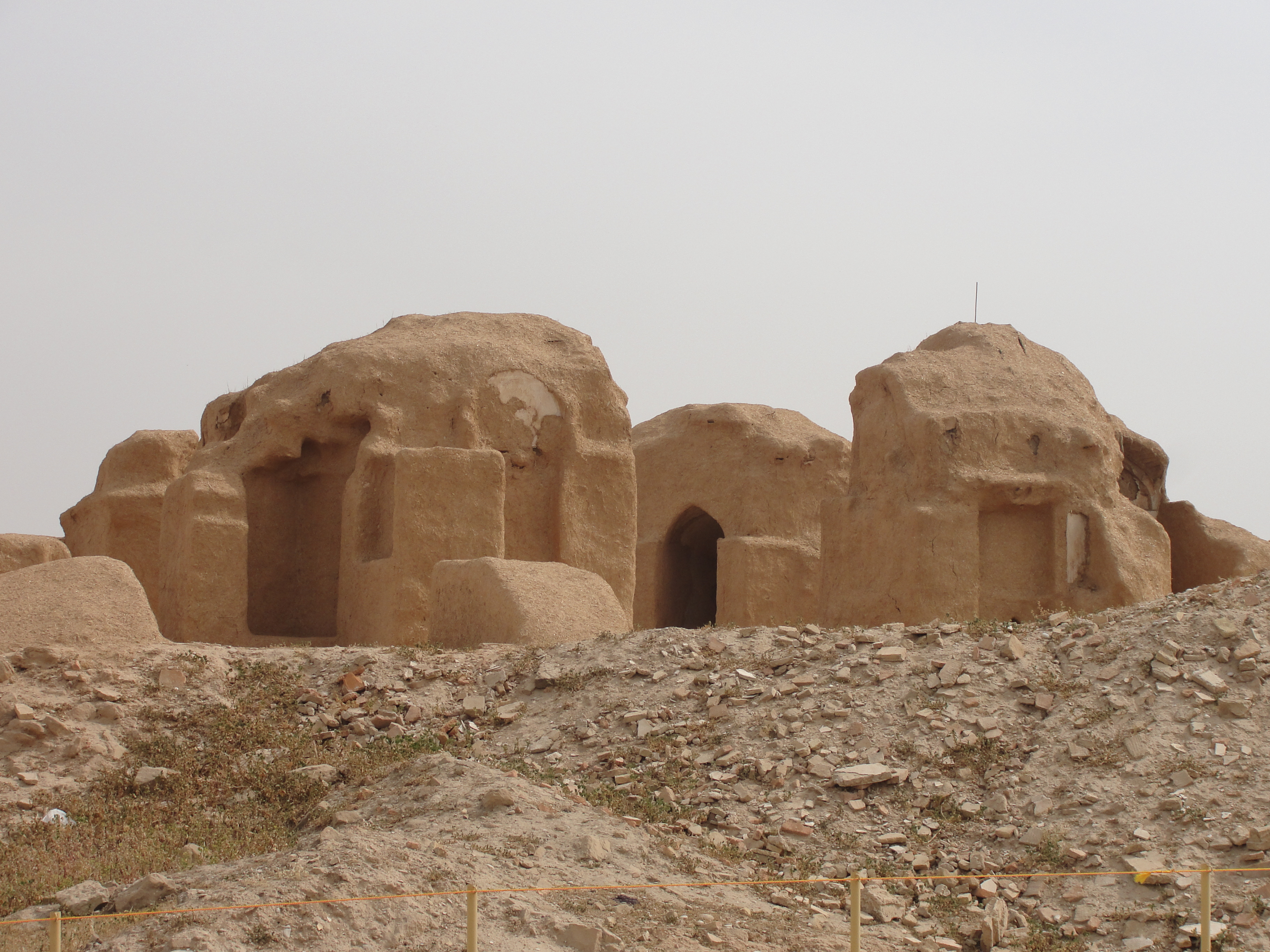
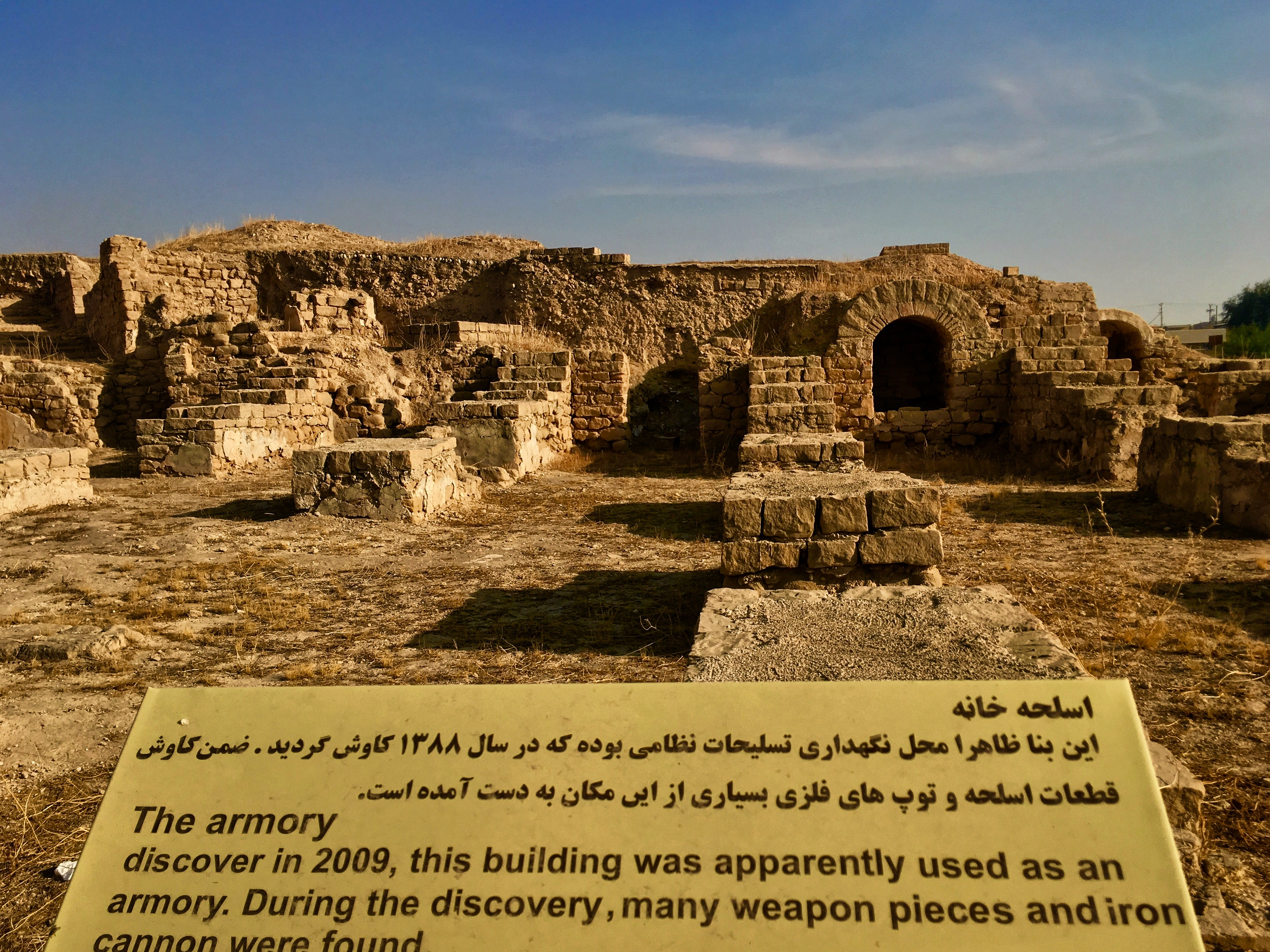
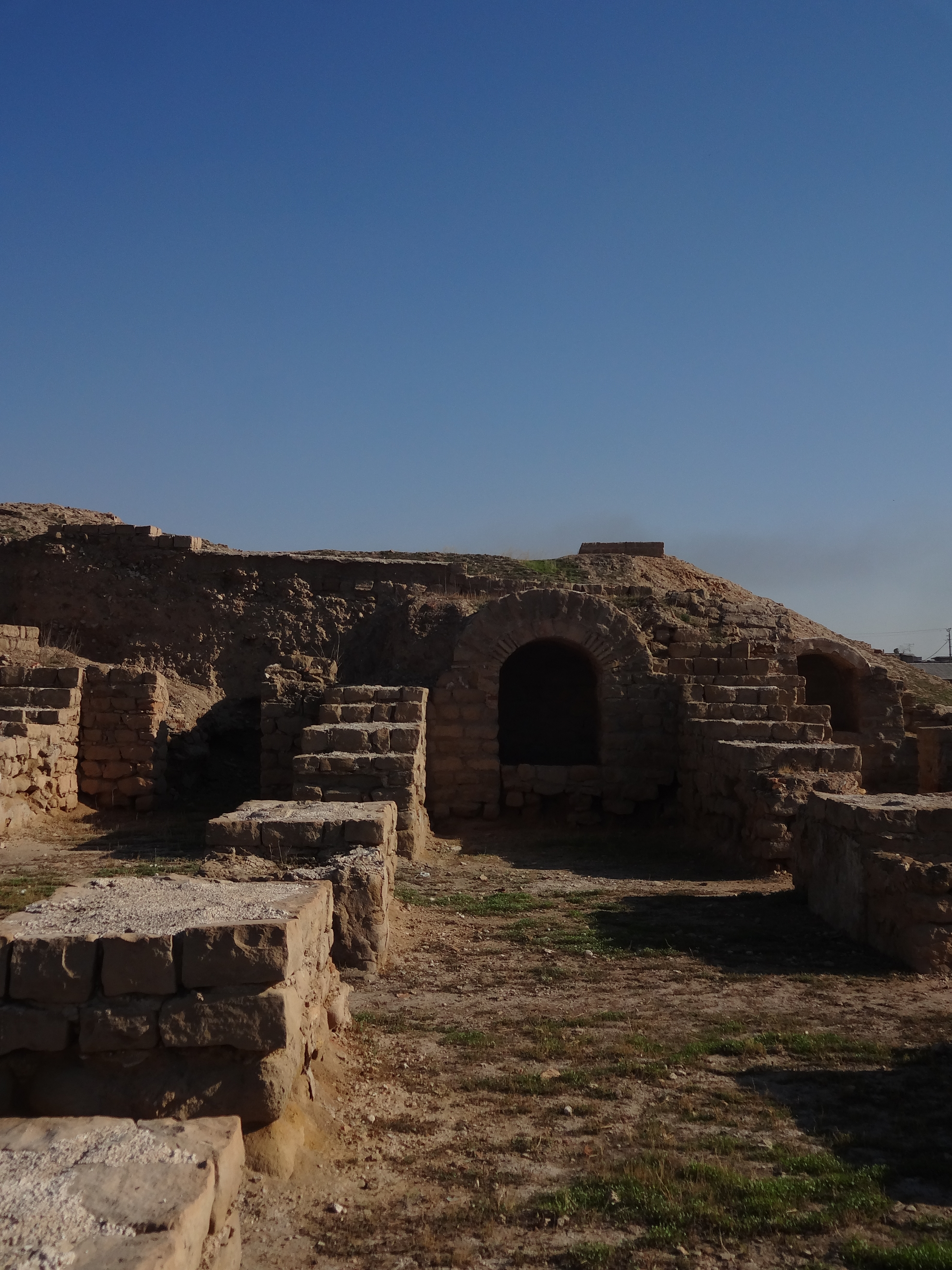
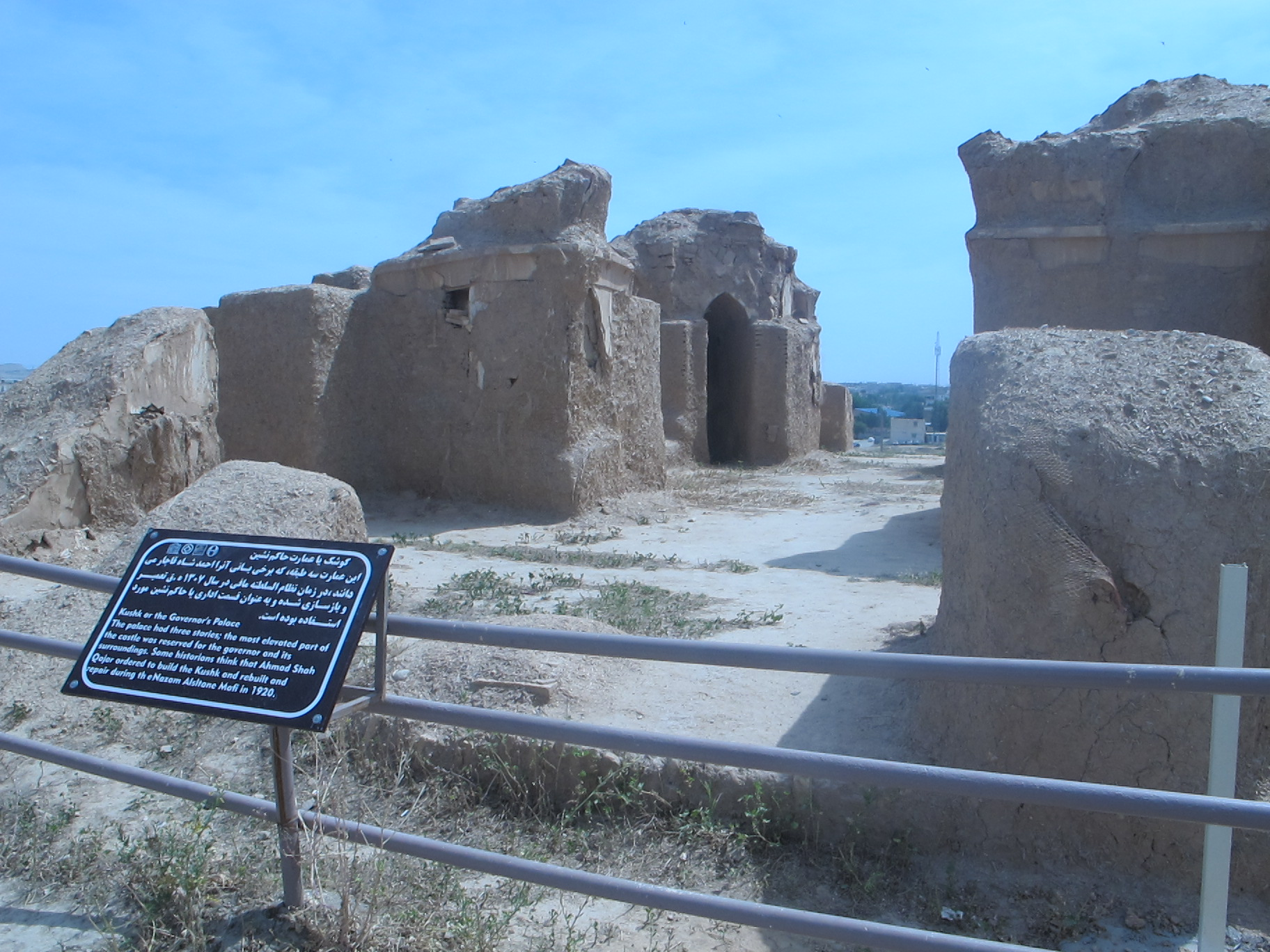
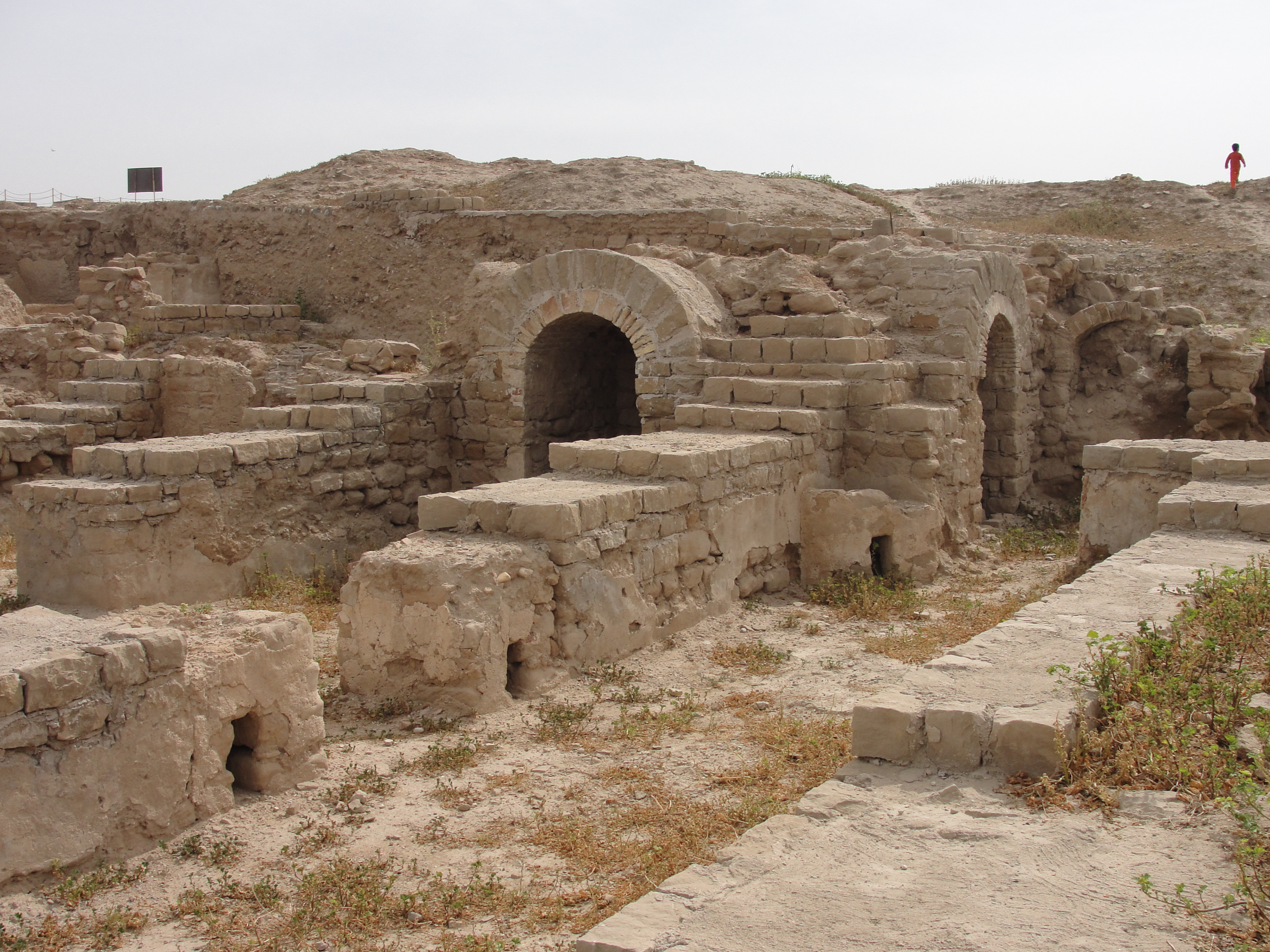
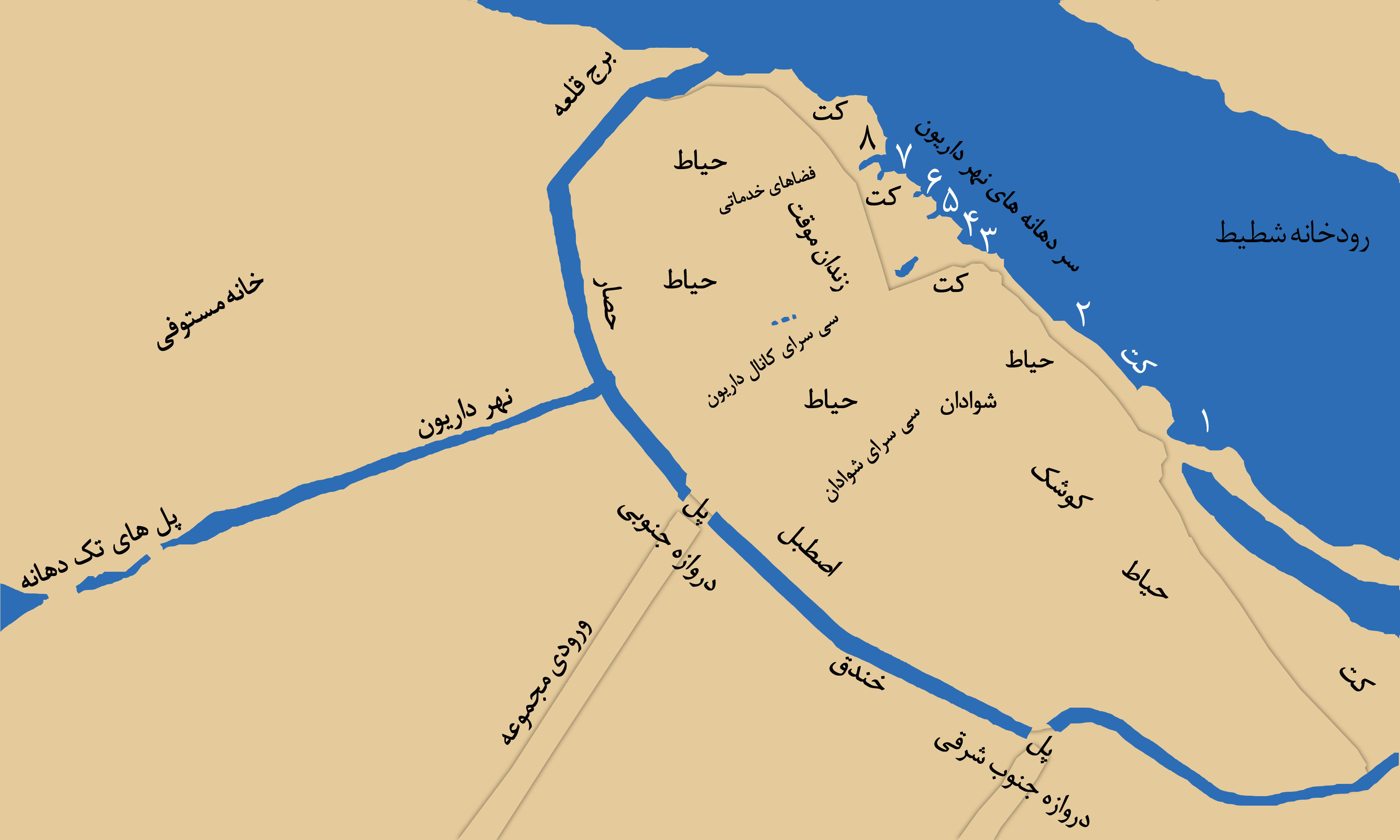
نقشه باستانی قلعه سلاسل